# 第開特城 (愛荷華州)
第開特城（英語：Decatur City）是一個位於美國愛荷華州第開特縣的城市。

## 地理
第開特城的座標為40°44′32″N 93°49′58″W / 40.74222°N 93.83278°W，而該地的平均海拔高度為347米（即1138英尺）。

## 人口
根據2010年美國人口普查的數據，第開特城的面積為1.04平方千米，當中陸地面積為1.04平方千米，而水域面積為0.00平方千米。當地共有人口197人，而人口密度為每平方千米189人。